# Македоны
Македо́ны (укр. Македо́ни) — село в Обуховском районе Киевской области Украины. До 19 июля 2020 года входило в состав Мироновского района.
Население по переписи 2001 года составляло 773 человека. Почтовый индекс — 08820. Телефонный код — 4574. Занимает площадь 3,384 км². Код КОАТУУ — 3222983601.

## История
Село было волостным центром Македонской волости Каневского уезда Киевской губернии. В селе была Покровская церковь. Священнослужители Покровской церкви:
- 1799-1803 - священник Александр Андреевич Красовской
- 1866 - священник Иосиф Лукич Козачковский
- 1892 - священник Лука Иосифович Козачковский

## Известные уроженцы
- Вернигора — вещий старец, персонаж многих польских и украинских мифов.